# Lepo Sumera
Lepo Sumera (ur. 8 maja 1950 w Tallinnie, zm. 2 czerwca 2000 tamże) – estoński kompozytor i polityk. Twórca muzyki symfonicznej. Od 1988 do 1992 r. był ministrem kultury.